# Rue Jean-Baptiste-Fleurent
La rue Jean-Baptiste-Fleurent est une voie de la commune française de Colmar.

## Situation et accès
Cette voie de circulation, d'une longueur de 70 m, se trouve dans le quartier centre.
On y accède par le boulevard du Champ-de-Mars, l'impasse Hertenbrod, le passage de la Tour-Verte et la place de l'École.
Cette voie n'est pas desservie par les bus de la TRACE.